# Dúnchad mac Conaing
Dúnchad mac Conaing († 654) war in den Jahren 650 bis 654 König des iro-schottischen Reiches Dalriada; er war Nachfolger von Ferchar I. und regierte gemeinsam mit Conall II. Dúnchad fiel 654 in der Schlacht von Ráith Ethairt gegen  Talorcen mac Eanfrith, König von Bernicia. Gemäß den Annalen von Ulster und den Annalen von Tigernach war Dúnachd der Enkel von Aidan von Dalriada.